# Pierwszy Kościół Baptystyczny w Providence
Pierwszy Kościół Baptystyczny – świątynia, znajdująca się w mieście Providence, w amerykańskim stanie Rhode Island. Jest to najstarszy kościół baptystyczny w Ameryce i zarazem w Nowym Świecie.

## Historia
Pierwszy zbór powstał w 1638 roku, jego założycielem był Roger Williams, pierwotnie anglikański duchowny, a następnie założyciel Rhode Island i pionier baptyzmu w Ameryce.
Początkowo zbór nie posiadał stałej świątyni, nabożeństwa odbywały się w różnych miejscach, w 1700 roku powstała pierwsza, niewielka kaplica zbudowana na własny koszt przez Pardona Tillinghasta, późniejszego pastora. Wkrótce kaplica stała się za mała dla rosnącej liczby wiernych, kilka lat później zbudowano nową, większa kaplicę, tuż obok pierwszej
. Liczba wiernych jednak stale się powiększała, szczególnie w czasie wielkiego przebudzenia. Wówczas podjęto decyzję o budowie nowej, większej świątyni. Budowę nowego, istniejącego do dziś kościoła, rozpoczęto 1 czerwca 1774 roku, a 28 maja 1775 roku konsekrowano obecny kościół.

## Współczesność
Kościół do dziś nieprzerwanie stanowi świątynię lokalnego zboru baptystycznego. Związana jest z Amerykańskimi Zborami Baptystycznymi USA. W 1966 roku budynek został wpisany do Narodowego Rejestru Miejsc Historycznych.